# Sulejki
Sulejki (niem. Suleiken, dawniej także Dąbrowskie) – wieś w Polsce położona w województwie warmińsko-mazurskim, w powiecie oleckim, w gminie Świętajno, nad jeziorem Świętajno, około 14 km na południowy zachód od Olecka.
W latach 1975–1998 miejscowość administracyjnie należała do województwa suwalskiego.
Wieś Sulejki założono na prawie chełmińskim w 1550 r., kiedy Jakub Dąbrowski (stąd druga nazwa wsi Dąbrowskie) kupił od starosty straduńskiego ze Stradun, Michała von Eysacka, trzy włóki sołeckie i założył wieś czynszową. W roku 1719 mieszkali we wsi sami Polacy. W latach międzywojennych korzystali oni z instytucji pobliskiego Świętajna: poczty, szkoły, tam też była najbliższa stacja kolejki wąskotorowej. W roku 1938 we wsi mieszkało 364 osób.
Wieś dawniej w dokumentach nosiła nazwę Sulleyken i Suleiken – wskazuje to na nazwę pochodzenia pruskiego lub litewskiego. Druga nazwa – Dąbrowskie – pochodzi od nazwiska zasadźcy i najprawdopodobniej jest młodszą nazwą. Wskazuje to na wcześniejsze tradycje osadnicze (przed 1550 r.).
W okresie międzywojennym w Sulejkach mieszkał lub przebywał Siegfried Lenz – jeden z najwybitniejszych pisarzy niemieckich okresu powojennego (według niektórych źródeł podobno nigdy nie był w Sulejkach). Napisał w 1955 zbiór opowiadań pt. So zärtlich war Suleyken (Słodkie Sulejki). W 2013 ukazało się nowe wydanie książki w języku polskim przygotowane przez Stowarzyszenie Wspólnota Kulturowa „Borussia”. Sulejki znajdują się blisko jego miejsca urodzenia – Ełku. W tytułowym opowiadaniu zawarł w groteskowo-baśniowy sposób obraz dawnej wsi mazurskiej, w której od lat wiedli cierpliwie swój żywot zwykli drwale, chłopi, rybacy i drobni rzemieślnicy. Wśród charakterystycznych cech tej zamkniętej, zaściankowej społeczności, wymienia autor „bystrą zmyślność i chłopską narowistość” oraz „niezdarną delikatność i wzruszającą cierpliwość”. Swój osobisty, ciepły i serdeczny stosunek do ludzi i miejsca dawnego pobytu wyraził pisarz nie tylko w tytule, lecz także w treści innych opowiadań („Wyprawa do Olecka” lub „Wąskotorowa kolejka imienia Paula Poppa”). W opowiadaniach tych odnaleźć można także elementy gwary mazurskiej: „Goronzä Gorä”, „fschistko jädno” – „jak zwykło się u nas mówić, obojętne”.